# Mizuki Nishikawa
Pour les articles homonymes, voir Nishikawa (homonymie).
 (avril 2012).
Si vous disposez d'ouvrages ou d'articles de référence ou si vous connaissez des sites web de qualité traitant du thème abordé ici, merci de compléter l'article en donnant les références utiles à sa vérifiabilité et en les liant à la section « Notes et références ».
Mizuki Nishikawa (西川 瑞希, Nishikawa Mizuki, née le 16 novembre 1992 au Japon), est un mannequin, elle est dans l'agence Popteen.

## Biographie
Mizuki Nishikawa est dans l'agence Popteen en tant que mannequin.
Elle pose dans le magazine GAL's POP, un magazine de Popteen

## Carrière de mannequin
En juin 2010, elle apparaît pour la première fois dans le magazine Popteen.
Elle apparaît dans le magazine LIZ LIZA pour 2011 Autumun Collection.
Par la suite elle ouvre un blog Crooz, qui sera, par la suite, classé au Top 10.

## Magazines
- Popteen : lectrice-modèle
- Nicky : modèle principal